# Rhinolophus stheno
Rhinolophus stheno är en däggdjursart som beskrevs av K. Andersen 1905. Rhinolophus stheno ingår i släktet Rhinolophus och familjen hästskonäsor. Internationella naturvårdsunionen kategoriserar arten globalt som livskraftig. Inga underarter finns listade i Catalogue of Life. Wilson & Reeder (2005) skiljer mellan två underarter.
Denna fladdermus har 42 till 48 mm långa underarmar, en 15 till 21 mm lång svans och 15 till 22 mm stora öron. Vikten är 6 till 10,5 g. Pälsen har på ovansidan en mörkbrun till rödbrun färg och undersidan är täckt av tydlig ljusare päls. Liksom hos andra släktmedlemmar finns hudflikar på näsan (bladet) där den största delen är hästskoformig. Hudflikarna är ljusare i mitten än på kanten. Kroppen (huvud och bål) är 44 till 56 mm lång och de små ögonen är delvis gömda bakom näsbladet. Öronen har på utsidan en svart färg.
Arten förekommer i Sydostasien från södra Kina och Myanmar till Malackahalvön, Sumatra och Java. Den lever i låglandet och i bergstrakter upp till 1200 meter över havet. Rhinolophus stheno vistas i skogar och den besöker även jordbruksmark.
Rhinolophus stheno jagar med hjälp av ekolokalisering och lätets frekvens ligger mellan 85 och 96,5 kHz. Individerna vilar under överhängande klippor, i grottor, i bergssprickor och i trädens håligheter. Populationen i Laos och norra Vietnam är kanske en självständig art. Honor har vanligen en kull med en unge mellan maj och juli. Ungen bäras cirka två månader av modern under utflykter.